# 구슬 넣기
구슬 넣기(Inkball)는 윈도우 XP 태블릿 PC 에디션 2005에 포함된 뒤 윈도우 비스타의 홈 프리미엄, 비즈니스, 엔터프라이즈, 얼티밋 에디션에 포함된 퍼즐 게임이다. 윈도우 7버전부터 이 게임이 지원되지 않는다. 스타일러스나 마우스를 사용하여 줄을 그어 공이 일치하는 색의 구멍으로 들어가게 하면 된다. 윈도우 XP 태블릿 PC 에디션에서는 게임 창에 마우스 커서가 보이지 않았으므로 펜 태블릿이 있어야 게임을 제대로 즐길 수 있었다. 그러나 게임 도중에 Alt 키를 두 번 누르면 보이지 않던 커서가 나타난다. 윈도우 비스타에서는 마우스를 사용하여 게임을 즐길 수 있다.

## 윈도우 7
윈도우 7부터에서는 구슬 넣기 게임이 포함되어 있지 않다.